# Eleccions legislatives daneses de 1918
Les eleccions legislatives daneses de 1918 se celebraren el 22 d'abril de 1918, les primeres després de la promulgació de Constitució de 1915, i augmentà el nombre d'escons de 114 a 140. El més votat fou el Venstre, qui formà govern amb Det Radikale Venstre dirigit per Carl Theodor Zahle.
| Partit                             | Líder        | Vots    | %     | Escons | +/-   |       |
| ---------------------------------- | ------------ | ------- | ----- | ------ | ----- | ----- |
| Venstre                            |              | 271,879 | 29,5% | 46     | +3    |       |
| Socialdemokratiet                  |              | 262,796 | 28,5% | 39     | +7    |       |
| Det Radikale Venstre               |              | 195,159 | 21,2% | 32     | +1    |       |
| Det Konservative Folkeparti        |              | 167,865 | 18,2% | 22     | +14   |       |
| Erhvervspartiet                    |              | 11,934  | 1,3%  | 1      | +1    |       |
| Det ny Højre                       |              | 4,764   | 0,5%  | 0      | +0    |       |
| Vælgerforeningen af 1918           |              | 4,407   | 0,5%  | 0      | +0    |       |
| Danmark Venstresocialistiske Parti |              | 1,410   | 0,2%  | 0      | +0    |       |
| Uafhængige Socialdemokrati         |              | 1,086   | 0,1%  | 0      | +0    |       |
| Total                              | Total        |         |       | 140    |       |       |
| Participació                       | Participació | 75,4%   | 75,4% | 75,4%  | 75,4% | 75,4% |
| Font                               | Font         | [ 1 ]   | [ 1 ] | [ 1 ]  | [ 1 ] | [ 1 ] |